# رژیم غذایی بدون نان
رژیم غذایی بدون نان (به فرانسوی: Régime sans pain) یک فیلم فانتزی فرانسوی سال ۱۹۸۴ و به کارگردانی رائول رویز است.

## نقش‌ها
- آنا آلوارو در نقش آلواِت
- الیور آنگل در نقش جیسون
- جرارد مایمون در نقش پروفسور پای